# Saint-Martin-Lys
Saint-Martin-Lys – miejscowość i gmina we Francji, w regionie Oksytania, w departamencie Aude. Przez gminę przepływa rzeka Aude. 
Według danych na rok 1990 gminę zamieszkiwało 31 osób, a gęstość zaludnienia wynosiła 3 osoby/km² (wśród 1545 gmin Langwedocji-Roussillon Saint-Martin-Lys plasuje się na 869. miejscu pod względem liczby ludności, natomiast pod względem powierzchni na miejscu 737.).